# Apamea zeta
Apamea zeta, gelegentlich auch als Treitschkes Alpen-Grasbüscheleule bezeichnet, ist ein Schmetterling (Nachtfalter) aus der Familie der Eulenfalter (Noctuidae).

## Merkmale

### Falter
Die Flügelspannweite der Falter  beträgt 41 bis 50 Millimeter. Die Art ist bezüglich der Färbung außerordentlich variabel. Die Grundfärbung der Vorderflügel variiert von milchig weiß über gelbgrün und graugrün bis zu oliv braun. In erster Linie sind klimatische oder geologische Einflüsse für die farbliche Ausgestaltung verantwortlich. Nieren- und Ringmakel sind fast immer undeutlich und verschwommen, ebenso die Quer- und Wellenlinien. Gelegentlich hebt sich das Mittelfeld etwas verdunkelt hervor. Die Hinterflügel sind einfarbig hell graubraun.

### Raupe
Die Raupen sind von gelbweißer Farbe und haben dunkle, behaarte Punktwarzen. Kopf und Halsschild sind rotbraun gefärbt.

### Ähnliche Arten
Eine sehr ähnliche Art, die mit den dunkleren Formen von Apamea zeta oft verwechselt wird, ist Apamea maillardi. Diese ist in der Regel noch etwas dunkler gefärbt und zeigt auch oftmals eine rötlich braune Grundfarbe sowie nach außen hin leicht weißlich überstäubte Nierenmakel. Auch Apamea michielii lässt in einigen Exemplaren eine gewisse Ähnlichkeit zu zeta erkennen, ist aber vorwiegend heller gefärbt. Eine sichere Trennung der Arten kann meist nur anhand von genitalmorphologischen Merkmalen erfolgen.

## Verbreitung und Lebensraum
Die Verbreitung der Art erstreckt sich durch bergige Gebiete Mittel- und Südeuropas, so die Pyrenäen, die Alpen, den Apennin sowie das Dinarischen Gebirge und das Balkangebirge. Sie fehlt im Kaukasus und dem Ural. In den Alpen steigt sie bis auf etwa 3000 Meter Höhe. Apamea zeta ist überwiegend in felsigen Regionen anzutreffen.

## Lebensweise
Die Falter sind nachtaktiv, besuchen gerne künstliche Lichtquellen und fliegen von Juni bis August in einer Generation, gebietsweise auch noch im September. Die Raupen leben überwiegend ab August, überwintern und verpuppen sich im Mai oder Juni des folgenden Jahres. Sie ernähren sich von den Halmen verschiedener Gräser. Die Verpuppung erfolgt unter Steinen.

## Gefährdung
Apamea zeta ist in Deutschland nur in Bayern in unterschiedlicher Häufigkeit anzutreffen und wird auf der Roten Liste gefährdeter Arten auf der Vorwarnliste geführt.

## Systematik
Die Gattung Apamea wurde von Zilli et al. 2005 in die Gattungen Apamea, Abromias und Lateroligia aufgespalten. Fauna Europaea fasst die Gattungen Apamea und Abromias dagegen wieder zusammen.
Aus der Literatur sind folgende Synonyme bekannt:
- Polia clandestina Boisduval, 1829
- Noctua pernix Geyer, [1828–1832]
- Hadena zeta var. curoi Calberla, 1888
- Crymodes zeta rofana Wolfsberger, 1952
- Apamea zeta cyanochlora Varga, 1976
- Apamea zeta pseudopernix Varga, 1977
- Apamea zeta sandorkovacsi Peregovits & Varga, 1984
- Apamea zeta carpatodistincta Rakosy, Stangelmaier & Wieser, 1996